# Karl Alnor

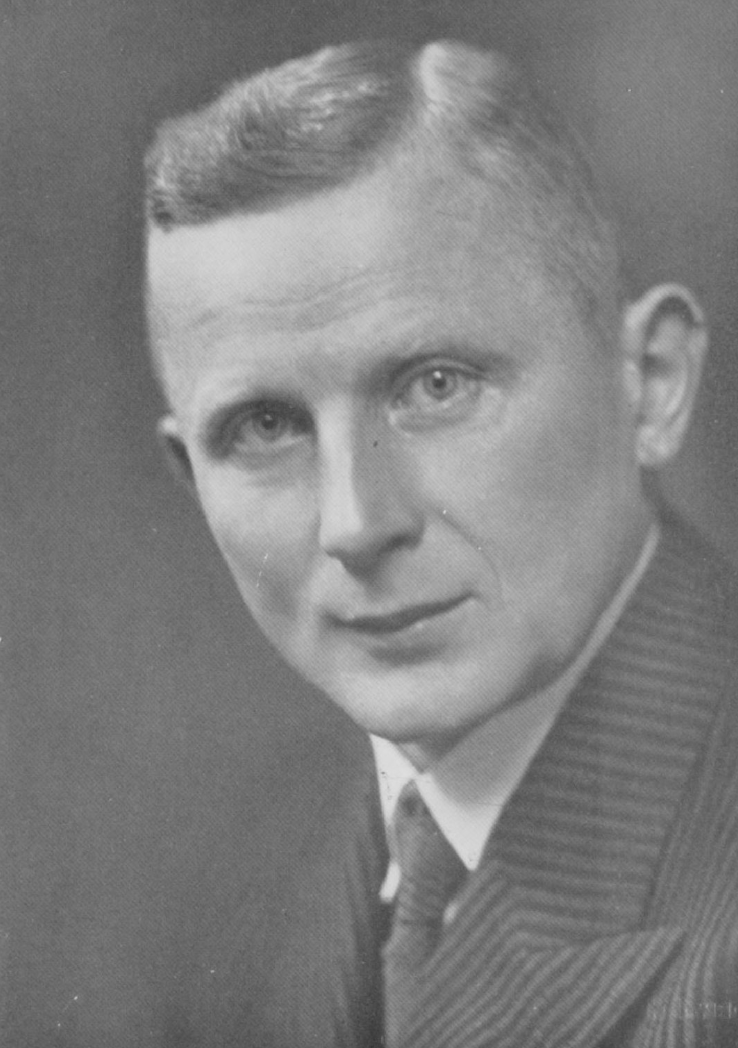
Karl Alnor

Karl Alnor (* 7. Februar 1891 in Kiel; † 8. Juni 1940 gefallen in Frankreich) war ein nationalsozialistischer Geschichtsdidaktiker und Professor an der Hochschule für Lehrerbildung in Kiel.

## Leben
Alnor machte das Abitur in Kiel-Gaarden, studierte in Kiel und promovierte 1914 über ein Thema zur Geschichte Flensburgs. Er wurde als Kriegsfreiwilliger ab dem 4. August 1914 Leutnant im Ersten Weltkrieg und im Oktober 1914 in den Kämpfen bei Langemarck schwer verwundet. Er legte 1919 das Referendariat in Kiel ab und wurde dort Studienrat bis 1933.
Alnor stand früh den „Volkstumsforschern“ nahe. Sein besonderes Interesse galt den Grenz- und Minderheitenfragen in Nordschleswig, wozu er als extremistischer Funktionär in der Weimarer Republik wirkte. Im Juli 1933 wurde er Professor für Deutsche Geschichte, Methodik des Geschichtsunterrichts und Grenzlandkunde an der Kieler Hochschule für Lehrerbildung.
Er trat 1933 der SA und zum 1. Mai desselben Jahres der NSDAP bei (Mitgliedsnummer 2.733.815), später dann auch dem NSLB. Im November 1933 unterzeichnete er das Bekenntnis der deutschen Professoren zu Adolf Hitler. Alnor arbeitete bei der Buchreihe Die nationalsozialistische Erziehungsidee im Schulunterricht mit und schrieb zwei Bände über den Geschichtsunterricht, ferner einen Lehrplanentwurf für den Geschichtsunterricht an Volksschulen. Dieser Lehrplan wurde vermutlich ab 1937 an den Ausbildungsschulen der Hochschule in die Praxis umgesetzt. Er teilte die deutsche Geschichte anhand von Schlagworten wie „Blut und Boden“ oder „Rasse, Raum, Reich“ in neue Epochen ein. Ab 1937 war Alnor mit Moritz Edelmann Herausgeber der geschichtsdidaktischen Zeitschrift „Vergangenheit und Gegenwart“.
Als Reserveoffizier ist Alnor im Frankreichfeldzug 1940 gefallen.
Nach Kriegsende wurden Alnors Schriften Vergleichende Geschichtszahlen der letzten 50 Jahre für den völkischen Geschichtsunterricht (Zickfeldt, Osterwieck 1934), Geschichtsunterricht (Zickfeldt, Osterwieck 1935) und Schleswig-Holsteins Erbe und Sendung (Runge, Berlin 1937) in der Sowjetischen Besatzungszone auf die Liste der auszusondernden Literatur gesetzt.
Karl Alnor war der ältere Bruder Walter Alnors, von 1941 bis 1943 Gebietskommissar im Reichskommissariat Ostland.

## Werke (Auswahl)
- Die Geschichte der Verfassung und Verwaltung der Stadt Flensburg bis zum Jahre 1700. Dissertation Universität Kiel 1913 (1914).
- Das Minderheitenproblem im Unterricht (= Schriften des Schleswig-Holsteinischen Geschichtslehrer-Verbandes, H. 2). Mühlau, Kiel 1928.
- Johannes Schmidt-Wodder. Ein Beitrag zur Geschichte Nordschleswigs und zur Entwicklung des Verhältnisses von Volk und Staat. Wachholtz, Neumünster 1929.

- Die Entstehung der Stadt Flensburg. In: Die Heimat. Bd. 31 (1921), Nr. 7, Juli 1921, S. 118–121 (Digitalisat).
- Uwe Jens Lornsen. Eine historisch-politische Skizze. In: Zeitschrift der Gesellschaft für Schleswig-Holsteinische Geschichte. Bd. 54 (1924), S. 410–443 (Digitalisat)
- (Hrsg.): Handbuch zur schleswigschen Frage (Lieferungswerk). Wachholtz, Neumünster 1926–1939